# Philodromus timidus
Philodromus timidus là một loài nhện trong họ Philodromidae.
Loài này thuộc chi Philodromus. Philodromus timidus được miêu tả năm 2008 bởi Szita & Dmitri Viktorovich Logunov.